# Route des Crêtes

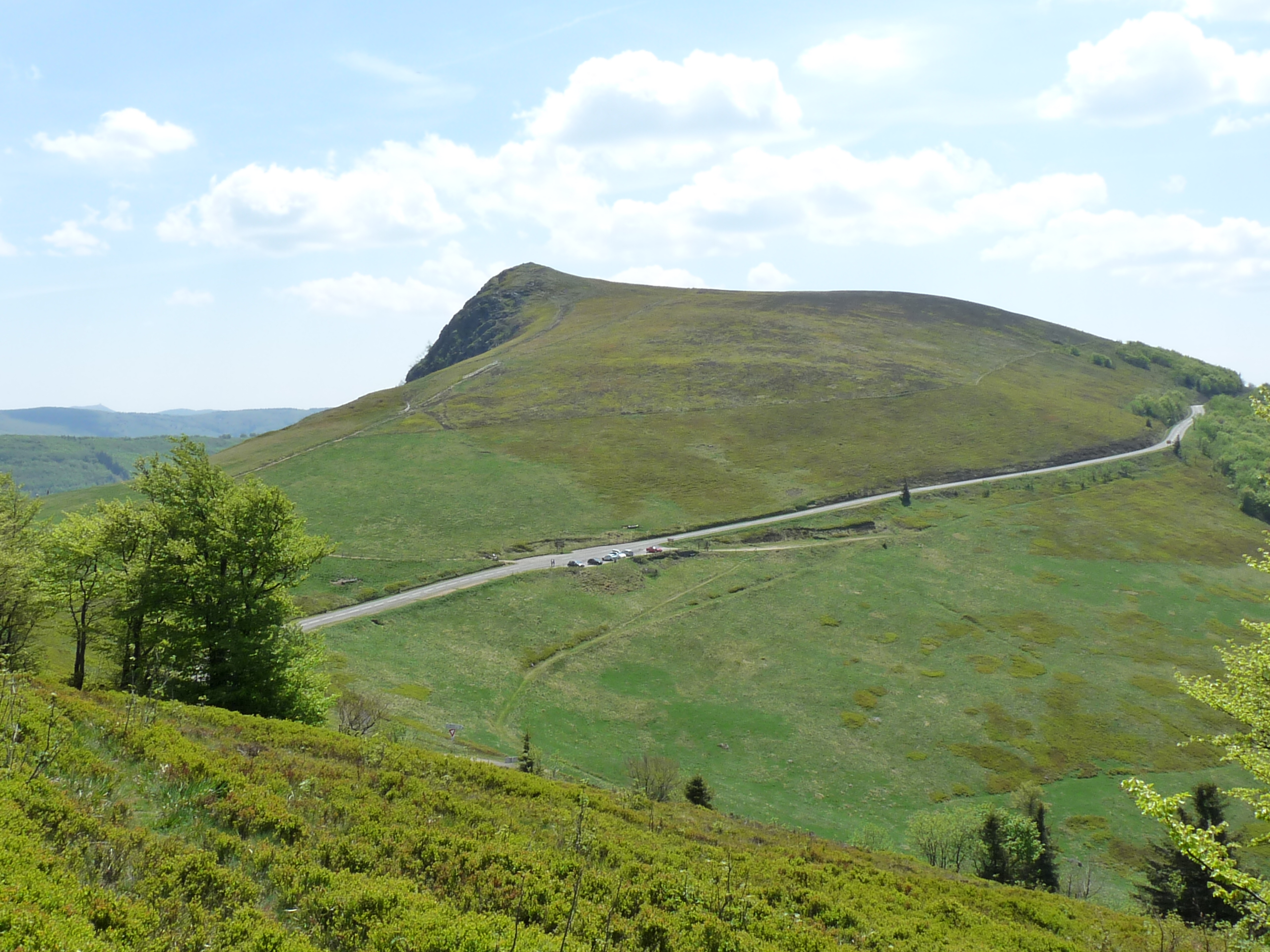
La strada nei pressi del Rothenbachkopf

La strada delle Creste (in francese: Route des Crêtes) è il nome con cui viene comunemente indicata la strada panoramica che, attraversando ad alta quota la catena montuosa dei Vosgi, collega Sainte-Marie-aux-Mines con Uffholtz, in Francia.
Gli 89 km di strada attraversano il parco naturale regionale dei Ballons des Vosges e offrono accesso a diversi laghi e montagne dell'area, una zona ricca di foreste e che ospita frequentate stazioni sciistiche.

## Percorso
Da nord a sud la strada passa per:
- Route D 48
  - Sainte-Marie-aux-Mines (390 m)
  - Col des Bagenelles (903 m)
- Route D 148
  - Col du Pré de Raves (1005 m)
  - Rossberg (cima:1130 m)
  - Col du Bonhomme (949 m)
  - Louschbach (cima:1075 m)
  - Col du Louschbach (978 m)
  - Col du Calvaire (1144 m)
- Route D 61
  - Réserve naturelle nationale du Tanet-Gazon du Faing
  - Gazon du Faing (cima:1302 m)
  - Gazon de Faîte (cima:1303 m)
  - La chaume du Tanet (cima:1292 m)
- Route D 417
  - Col de la Schlucht (1139 m)
- Route D 430
  - Giardino botanico di Haut-Chitelet
  - Hohneck (cima:1363 m)
  - Kastelberg (cima:1350 m)
  - Rainkopf (cima:1305 m)
  - Réserve naturelle régionale des Hautes-chaumes du Rothenbach
  - Rothenbachkopf (cima: 1316 m)
  - Batteriekopf (cima: 1311 m)
  - nei pressi del Col du Herrenberg (1191 m)
  - Schweisel (cima:1272 m)
  - Hundskopf (cima:1237 m)
  - Holzruecken (cima:1234 m)
  - Col d'Hahnenbrunnen (1186 m)
  - Breitfirst (cima:1280 m)
  - Markstein
- Route D 431
  - Marksteinkopf (cima:1241 m)
  - Hundskopf (cima:1238 m)
  - Storkenkopf (cima:1366 m)
  - Col du Grand Ballon (1343 m) presso la cima del Grand Ballon (1424 m)
  - Sudelkopf (cima:1012 m)
  - Col Amic (828 m)
  - Riesenkopf (cima:1077 m)
  - Molkenrain (cima:1125 m)
  - Col du Silberloch (906 m) presso il Vieil Armand (cima:956 m)
  - Col de Herrenfluh (835 m)
  - Uffholtz (300 m)

## Gelleria di immagini

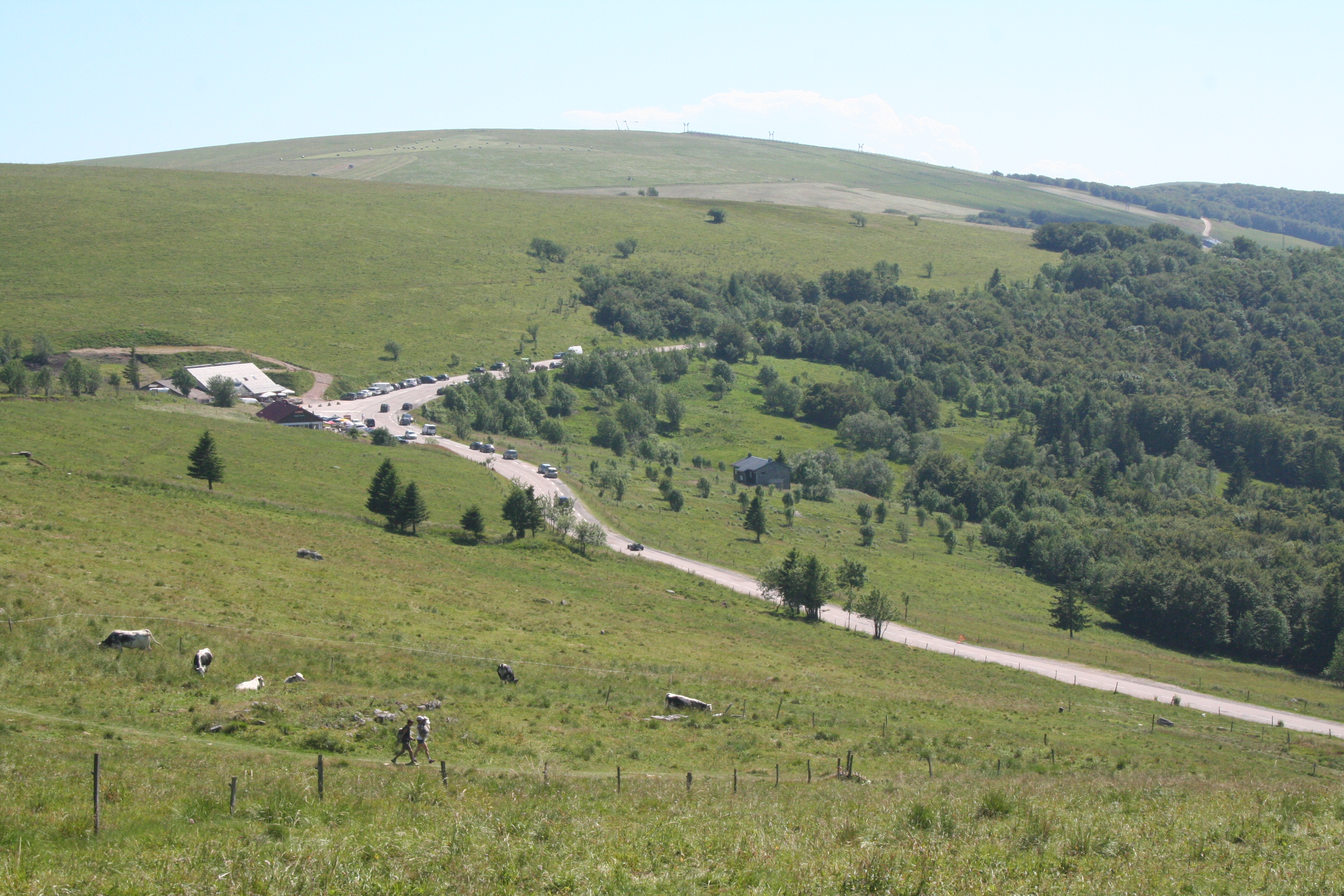
La strada nei pressi delle Hohneck.
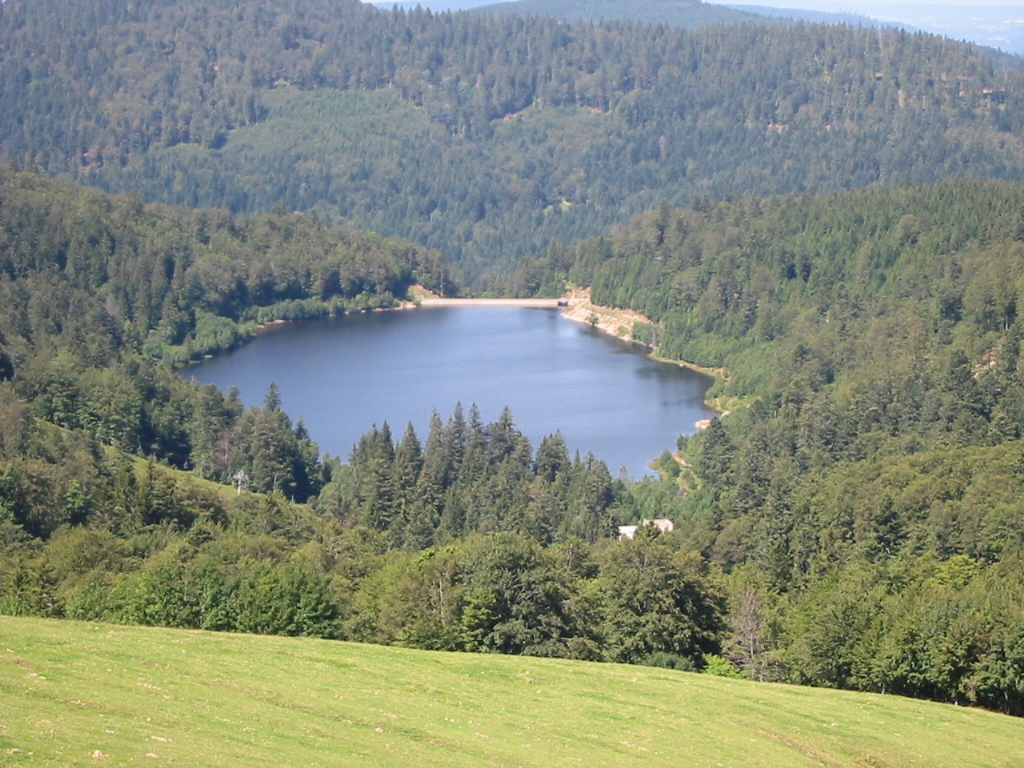
Il lago della Lande visto dalla strada.
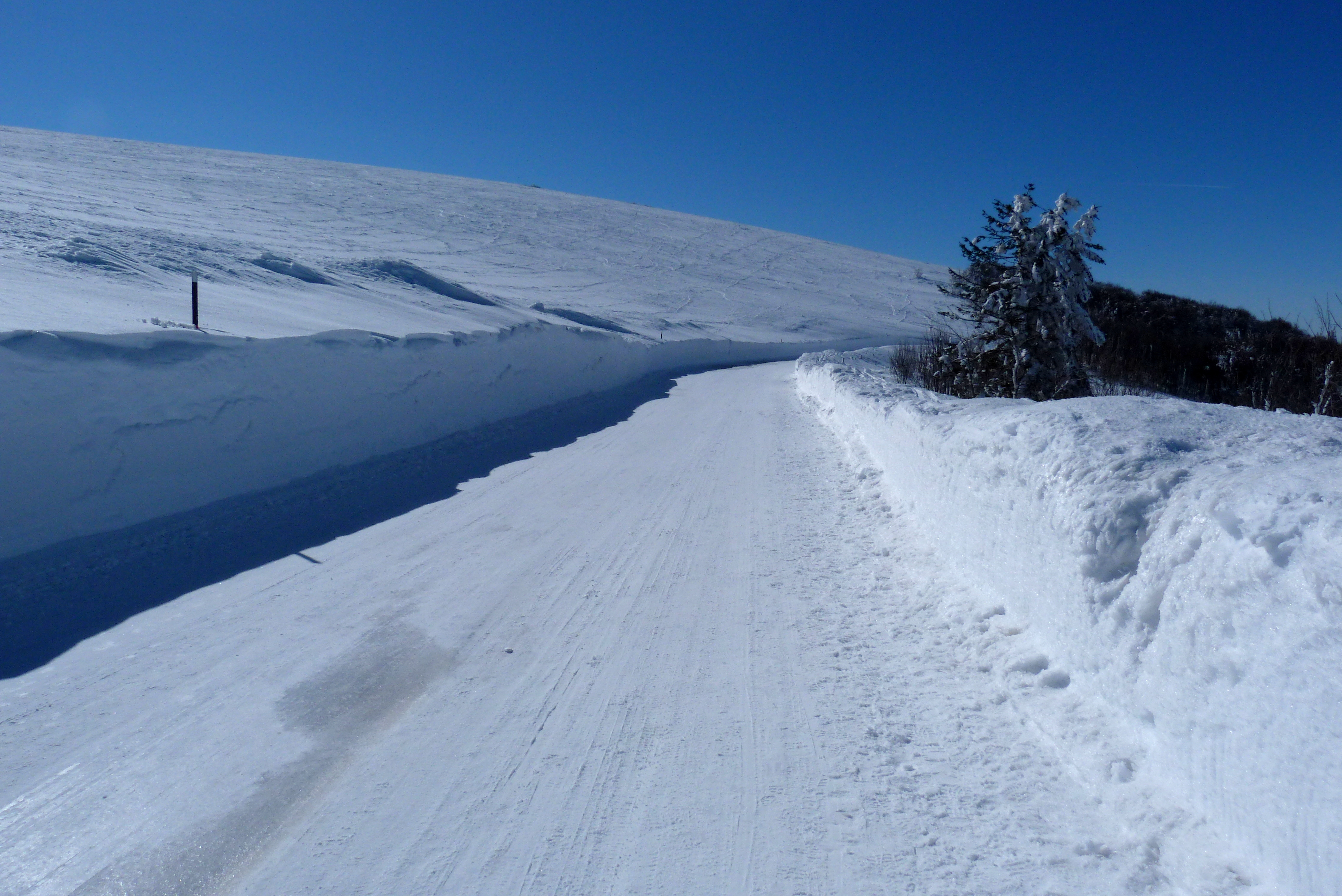
La strada d'inverno a Kastelberg.
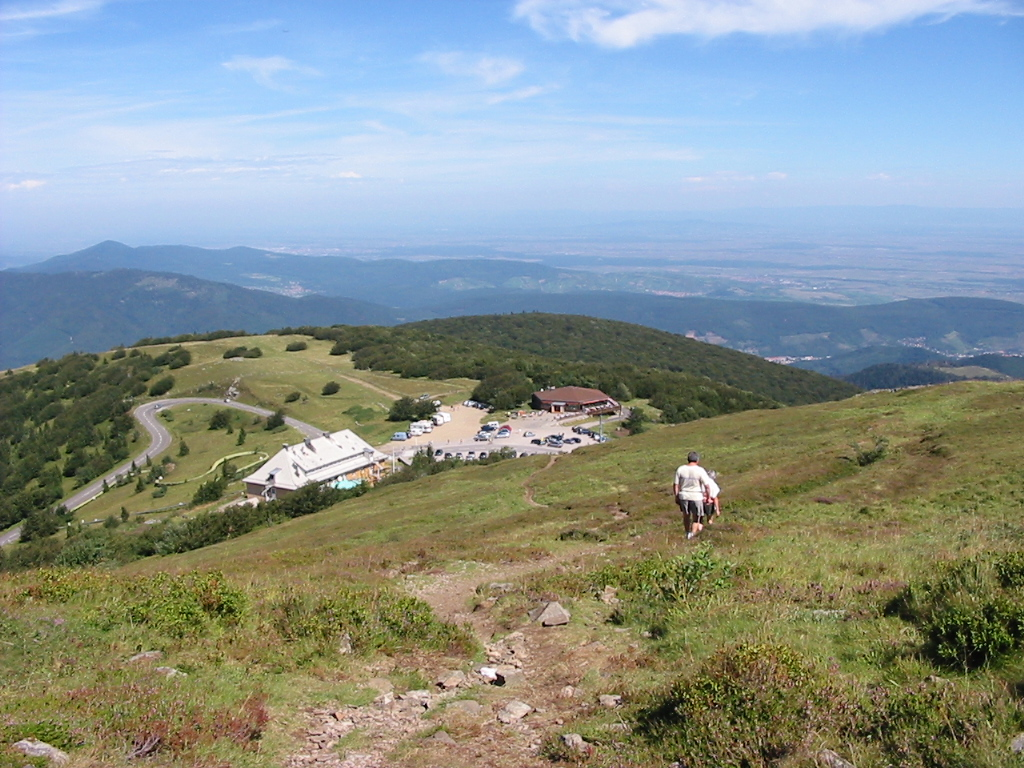
Il colle del Grand Ballon.